# 健康保険岡谷塩嶺病院
健康保険岡谷塩嶺病院（けんこうほけんおかやえんれいびょういん）は、長野県岡谷市4769にあった医療機関。

## 概要
- 国（旧社会保険庁）による設立で、岡谷市が経営を受託している。
- かつては呼吸器内科、消化器科、循環器科、外科、呼吸器外科、心臓血管外科があった。しかし、長年の経営赤字が続く市立岡谷病院との施設統合を受け、医師の派遣先である日本大学医学部は「広域病院の位置づけがなくなることと、患者数や手術件数の減少で、研修医の教育の場が保てなくなる」ことを理由に平成22年3月末で心臓血管外科医の派遣中止を決定し心臓血管外科は休診することとなった。
- 心臓血管外科は、「日経　病院ランキング　心臓病治療の実力病院」において、冠動脈バイパス・心臓弁膜症・胸部大動脈瘤の外科上位病院のAクラスにランクされていた。
- 平成22年4月より市立岡谷病院との施設統合が行われ、当院は療養病床と緩和ケア病床に特化した病院となった。
- 平成27年10月14日に閉院。

## 診療科
- 内科
- 疼痛緩和内科

## 沿革
- 1953年（昭和28年）7月27日 - 国が結核療養所として開設し、岡谷市に経営委託し市等受託健康保険病院として、健康保険岡谷塩嶺療養所を開設。
- 1954年（昭和29年）11月 - 健康保険岡谷塩嶺病院となる。
- 1999年（平成11年） - 法改正に伴い、国から社会保険庁からの委託病院となる。
- 2010年（平成22年）3月末で心臓血管外科休診。4月より市立岡谷病院との施設統合により療養病床と緩和ケア病床に特化した病院となる。
- 2015年 (平成27年) 10月14日  岡谷市民病院の新規開院により、閉院となった。

## 交通
- 東日本旅客鉄道中央本線岡谷駅よりタクシーで10分、又は徒歩で岡谷市役所正面口よりシルキーバスやまびこ公園線で13分塩嶺病院下車。なお、送迎バスも出ている。
- 長野自動車道岡谷ICより車で5分。

## 所在地
- 〒394-8588 長野県岡谷市4769番地

## 脚註
1. ↑  音楽の力で社会福祉-平尾昌晃 独立行政法人福祉医療機構 機関誌『WAM』2011年1月号